# Malz (Oranienburg)
Malz ist ein Ortsteil der deutschen Kreisstadt Oranienburg.

## Geographie
Malz liegt im Naturraum der Zehdenick-Spandauer Havelniederung.

## Geschichte
Malz ist ein ehemaliges Schifferdorf, das durch den Bau des Malzer Kanals sowie des Oder-Havel-Kanals bekannt wurde. Der Ortsname stammt aus dem Slawischen und bedeutet Sumpfwald. Im Jahr 1527 erwarb das Gebiet die Adelsfamilie von Pfuel. Das Dorf soll nach dem Dreißigjährigen Krieg entstanden sein, nachdem sich ein aus dem Briesetal stammender Teerbrenner hier auf der „Malz“ ansiedelte. Im 18. Jahrhundert zogen Holzhauer und Büdner aus Friedrichsthal hierher. Im 19. Jahrhundert folgten ihnen viele Schifferfamilien. Zur Überwindung des Höhenunterschiedes zwischen Oder-Havel-Kanal und Malzer Kanal wurde 1824 die Schleuse Malz erbaut und um 1874 noch um eine zweite Schleusenkammer erweitert. Mit der Fertigstellung des Oder-Havel-Kanals  wurde die Malzer Schleuse für den Güterverkehr nicht mehr benötigt und dient heute nur noch der Wasserstandsregulierung. Noch heute befinden sich in Malz ein Bootsservice und eine Werft, die Spezialschiffe baut. Das älteste erhaltene Werksgebäude der Werft stammt aus dem Jahr 1896. 2003 verlor Malz im Zuge der Gemeindegebietsreform in Brandenburg seine Eigenständigkeit und ist heute Ortsteil der Kreisstadt des Landkreises Oberhavel - Oranienburg.

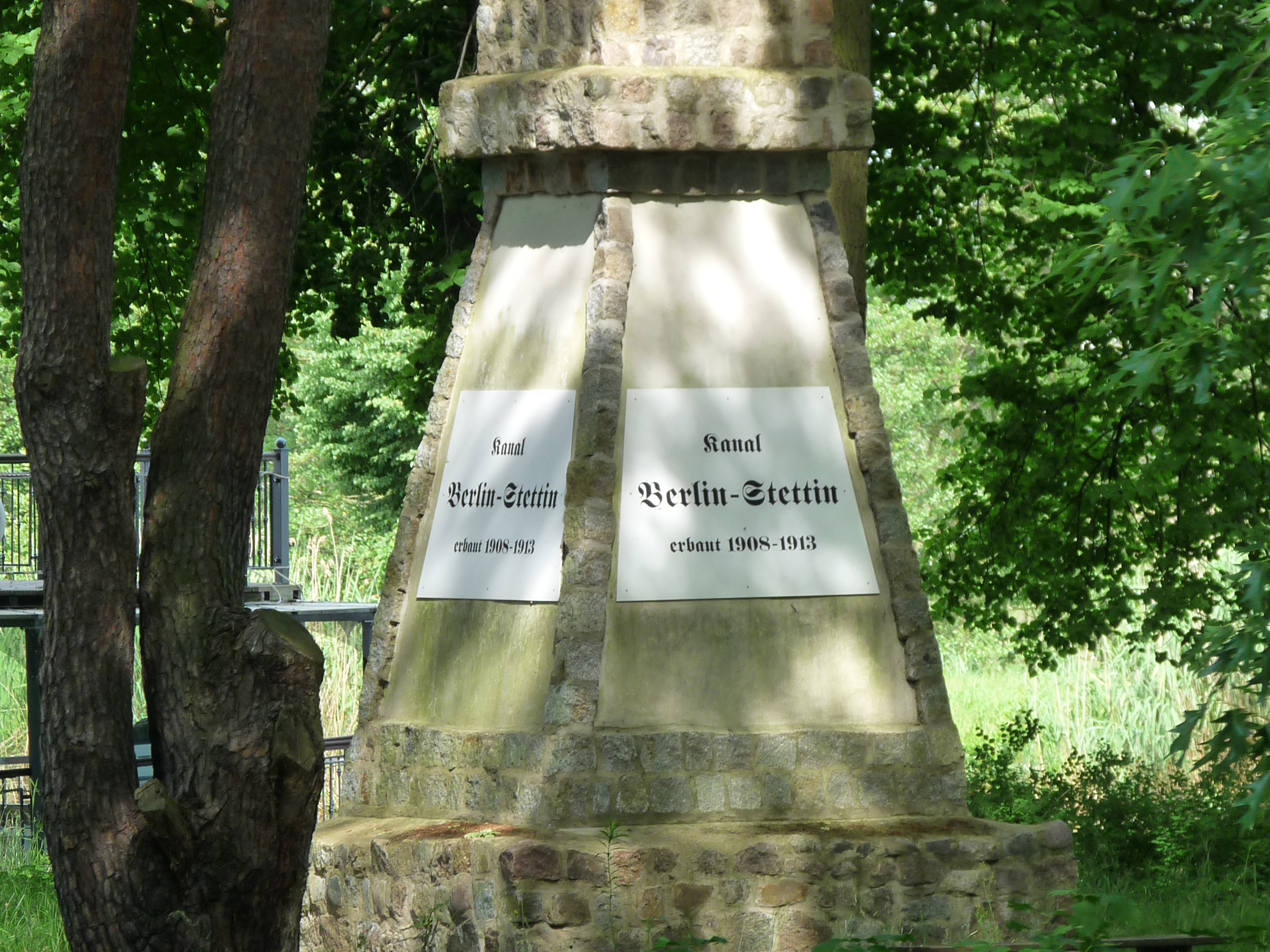
Obelisk zur Erinnerung an den Kanalbau

## Denkmäler
Ungefähr in Ortsmitte liegt neben dem Gehweg unter einer Großen Eiche seit 2005 eine Gedenkplatte, die an die ehemalige Nachtwächterin von Malz erinnert.
Auf der Landzunge am Abzweig des Malzer Kanals vom Oder-Havel-Kanal steht ein Obelisk, der an den Bau des Oder-Havel-Kanals erinnern soll.
Die Landzunge ist nicht öffentlich erreichbar, da der Zugang über das Gelände der Malzer Werft führt.
Der Obelisk war im Laufe der Zeit stark verwittert und kaum noch zu erkennen. Im Jahre 2009 wurde er auf Initiative einiger Bürger mit Unterstützung des Wasserverkehrsamtes restauriert bzw. nahezu neu aufgebaut.

## Ortspartnerschaften
Bis zur Eingemeindung von Malz in die Stadt Oranienburg pflegte die Gemeinde Malz eine Partnerschaft mit Hopfen am See.

## Schweizerhütte
1898 wurde der Ort Schweizerhütte eingemeindet. Schweizerhütte liegt nördlich von Malz im Wald ungefähr auf Höhe des Ortes Bernöwe, von dem es jedoch durch Havel und Oder-Havel-Kanal getrennt ist, da dort keine Brücke existiert.
Der Ort Schweizerhütte hat keine festen Einwohner mehr (der letzte Einwohner verstarb in den 1990er Jahren), es befinden sich dort lediglich einige Bungalows.

## Verkehr

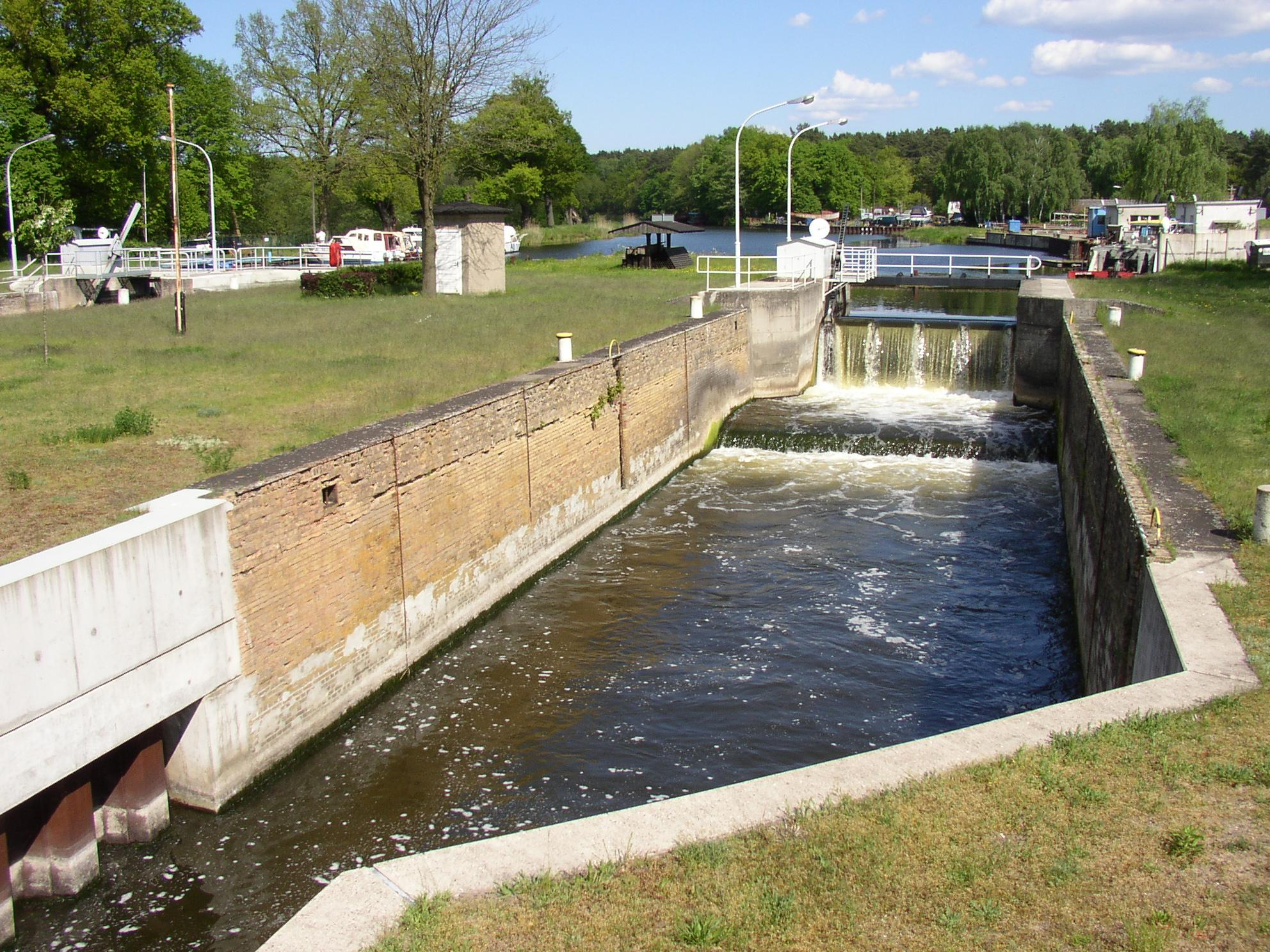
Schleuse Malz

Die Buslinie 804 der OVG fährt die Haltestellen in Malz (Grabowsee Fähre, Schleuse, Am Gang, Anker, Dameswalder Weg, Ambachwiesen) ungefähr im Stundentakt an.